# Asea Brown Boveri

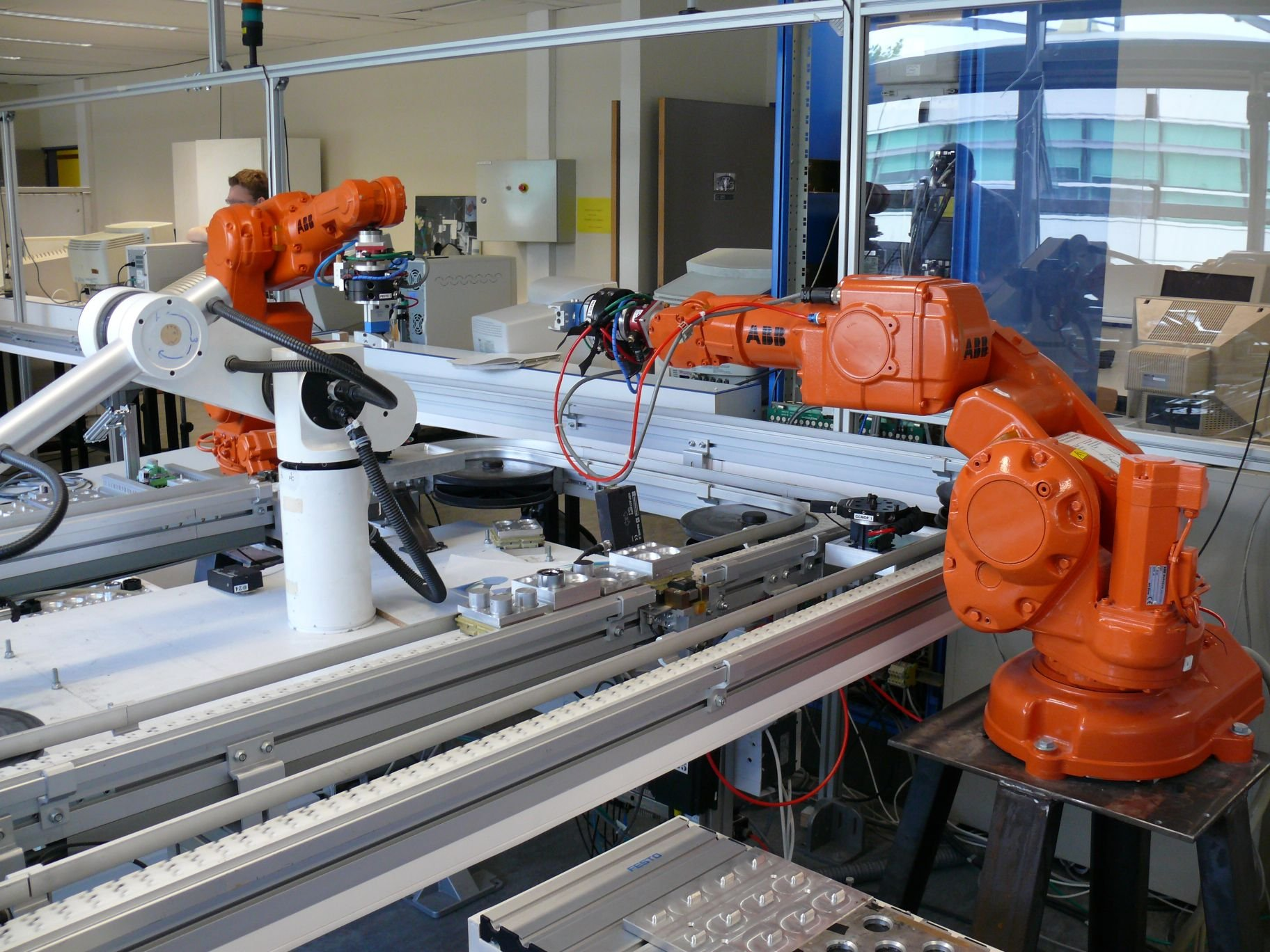
Robot van ABB

Asea Brown Boveri (ook wel bekend als ABB) is een Zweeds-Zwitsers multinationaal bedrijf, dat vooral actief is in producten voor transport van elektriciteit en in  automatisering. Het hoofdkantoor bevindt zich in Västerås, Zweden en Zürich, Zwitserland. Het totale aantal medewerkers is meer dan 105.000, verspreid over ongeveer 100 landen.

## Activiteiten
ABB behaalde in 2022 een omzet van bijna 30 miljard dollar, waarvan het aandeel diensten ongeveer 15% was. De verdeling van de omzet is nagenoeg gelijk verdeeld over de drie regio, Europa, Noord- en Zuid-Amerika en Azië, Midden-Oosten en Afrika. Het aantal medewerkers was iets meer dan 105.000, waarvan bijna de helft in Europa actief was en een kwart in Noord- en Zuid-Amerika. Er zijn ongeveer 7500 werknemers actief of het gebied van onderzoek en ontwikkeling en jaarlijks wordt hier tussen de 4 en 5% van de omzet aan uitgegeven.
De grootste afnemers van ABB zijn de industrie, transportondernemingen en energie- en nutsbedrijven.
ABB houdt zich onder andere bezig met:
- energieproducten en -systemen
- automatiseringsproducten en procesautomatisering
- robotica
- telecommunicatie
- voorheen ook raffinaderijen en petrochemische fabrieken; zie Lummus Consultants International

De aandelen van het bedrijf staan genoteerd aan de beurzen van New York, Stockholm en Zürich.

### Resultaten
Hieronder staan de resultaten sinds de start van ABB. De scherpe daling van omzet en werknemers tussen 1995 en 2000 was vooral het gevolg van grote desinvesteringen in 1999. Het belang in ADtranz werd verkocht en tevens de kernenergieactiviteiten aan British Nuclear Fuel. Verder werd een joint venture opgericht met het Franse Alstom. Deze acties leidde tot een daling van het aantal medewerkers met ruim 36.000 ten opzichte van 1998 en leidde tot een omzetdaling van ruim zes miljard dollar. In 2020 viel de winst beduidend hoger uit door een bijzondere bate van US$ 5 miljard op de verkoop van de onderdeel elektriciteitsnetwerken aan Hitachi.
| Jaar | Omzet (×US$ miljoen) | Bedrijfs- resultaat (×US$ miljoen) | Netto- resultaat (×US$ miljoen) | Werknemers |
| ---- | -------------------- | ---------------------------------- | ------------------------------- | ---------- |
| 1988 | 17.822               | 854                                | 386                             | 169.500    |
| 1990 | 26.688               | 1790                               | 590                             | 215.200    |
| 1995 | 33.738               | 3275                               | 1315                            | 209.600    |
| 2000 | 22.967               | 1385                               | 1443                            | 160.800    |
| 2005 | 22.442               | 1742                               | 735                             | 104.000    |
| 2010 | 31.589               | 3818                               | 2561                            | 116.500    |
| 2015 | 35.481               | 3049                               | 1933                            | 135.800    |
| 2020 | 26.134               | 1593                               | 5146                            | 105.000    |

## Geschiedenis
ABB is het resultaat van een fusie tussen het Zweedse ASEA en het Zwitserse elektrotechnisch bedrijf Brown, Boveri & Cie in 1988. Door deze fusie werd ABB wereldwijd de nummer drie op het gebied van elektrotechniek.
De twee bedrijven bleven bestaan, maar hun activiteiten gingen over naar de nieuwe combinatie, waarin beide bedrijven elk een aandelenbelang van 50% kregen. De bedrijven behielden hun beursnotering met hun aandelenbelang in ABB als belangrijkste bezit. Op 5 maart 1999 werd deze aandeelhoudersstructuur gewijzigd. Er kwam één houdstermaatschappij, ABB ltd, die alle aandelen van de ABB Group in handen kreeg. Alleen het aandeel ABB ltd kreeg een beursnotering door de aandelen van de twee voormalige houdstermaatschappijen om te wisselen.
Toen ABB in 1988 begon, was het bedrijf actief op het gebied van transmissie en distributie van energie, elektrisch vervoer en industriële automatisering en robotica. Het jaar erop werd het Amerikaanse bedrijf Combustion Engineering gekocht. Dit bedrijf behaalde een omzet van US$ 3,5 miljard, waarvan 40% buiten de Verenigde Staten. ABB betaalde US$ 1,6 miljard om dit bedrijf in handen te krijgen. In 1990 werden de robot-activiteiten van Cincinnati Milacron overgenomen. Dit onderdeel maakt robots voor geautomatiseerd puntlassen die vooral in de Amerikaanse auto-industrie worden gebruikt.
Na de val van de Berlijnse Muur begon ABB begin jaren negentig uit te breiden in Midden- en Oost-Europa. Eind 1991 had het al 10.000 werknemers in de regio en in 1992 was dit verdubbeld. Een vergelijkbare ontwikkeling vond plaats in Azië, waar economische hervormingen in de Volksrepubliek China en het opheffen van westerse sancties de buitenlandse investeringen en industriële groei deed toenemen.
In 1995 besloot ABB zijn bedrijfsonderdeel van locomotieven en treinstellen te fuseren met die van Daimler-Benz. Het nieuwe bedrijf kreeg de naam ABB Daimler-Benz Transportation GmhB of kortweg ADtranz. De transactie werd op 1 januari 1996 afgerond en ADtranz begon met een wereldwijd  marktaandeel van 12%. In 1999 verkocht ABB zijn aandelenbelang in ADtranz aan zijn partner. ADtranz telde toen zo'n 23.000 medewerkers.
In 1998 nam ABB de automatiseringseenheid van het Zweedse Alfa Laval over, die destijds een van de grotere leveranciers was van procescontrolesystemen en automatiseringsapparatuur in Europa. De jaaromzet was US$ 150 miljoen en er werkten 1200 mensen in 14 landen.
Op 30 juni 1999 werd de joint venture ABB Alstom Power opgericht. Alstom en ABB besloten hun energieopwekkingsactiviteiten te bundelen. De inbreng van Alstom was kleiner dan die van ABB en Alstom betaalde US$ 1,5 miljard aan ABB om dit verschil weg te werken. ABB Alstom Power telde ongeveer 58.000 medewerkers in meer dan 100 landen en behaalde een omzet van zo’n 10 miljard euro. In 2000 verkocht ABB het belang in ABB Alstom Power aan Alstom. In 2003 raakte Alstom in grote financiële problemen en stond het voor een faillissement. In de drie voorgaande jaren had het Franse bedrijf een cumulatief verlies geleden van € 3,5 miljard die vooral een gevolg waren van de overname van ABB Alstom Power. De turbines vertoonden grote gebreken en alleen Alstom draaide op voor de schade die de klanten leden; dit kostte het bedrijf ongeveer € 4 miljard. Verder stootte ABB in 2000 zijn kernenergieactiviteiten af aan British Nuclear Fuel. Wat resteerde bij ABB waren de activiteiten op het gebied van hernieuwbare energie en transmissie en distributie van elektriciteit. 
In 2001 leed ABB een nettoverlies van US$ 691 miljoen, het was het eerste jaar dat met een negatief resultaat werd afgesloten. Het verlies was vooral het gevolg van een grote voorziening voor asbestgerelateerde rechtszaken tegen Combustion Engineering. De claims hielden verband met producten met asbest die door Combustion Engineering waren verkocht vóór de overname door ABB. Het jaar erop leed ABB een nog iets groter verlies.
Op 17 december 2018 tekenden ABB en het Japanse Hitachi een overeenkomst met betrekking tot elektriciteit transmissienetwerken. Hiervoor werd de joint venture Hitachi ABB Power Grids Ltd opgericht. Dit bedrijfsonderdeel telde 36.000 medewerkers en 80% van de aandelen kwamen in handen van Hitachi die hiervoor US$ 6,85 miljard betaalde. In 2022 deed Hitachi een bod op de resterende aandelen waarmee Hitachi de enige eigenaar is geworden. Dit onderdeel is vervolgens hernoemd naar Hitachi Energy. Voor deze transactie droeg dit onderdeel zo'n US$ 10 miljard bij aan de omzet van ABB.